# Girolamo da Carpi

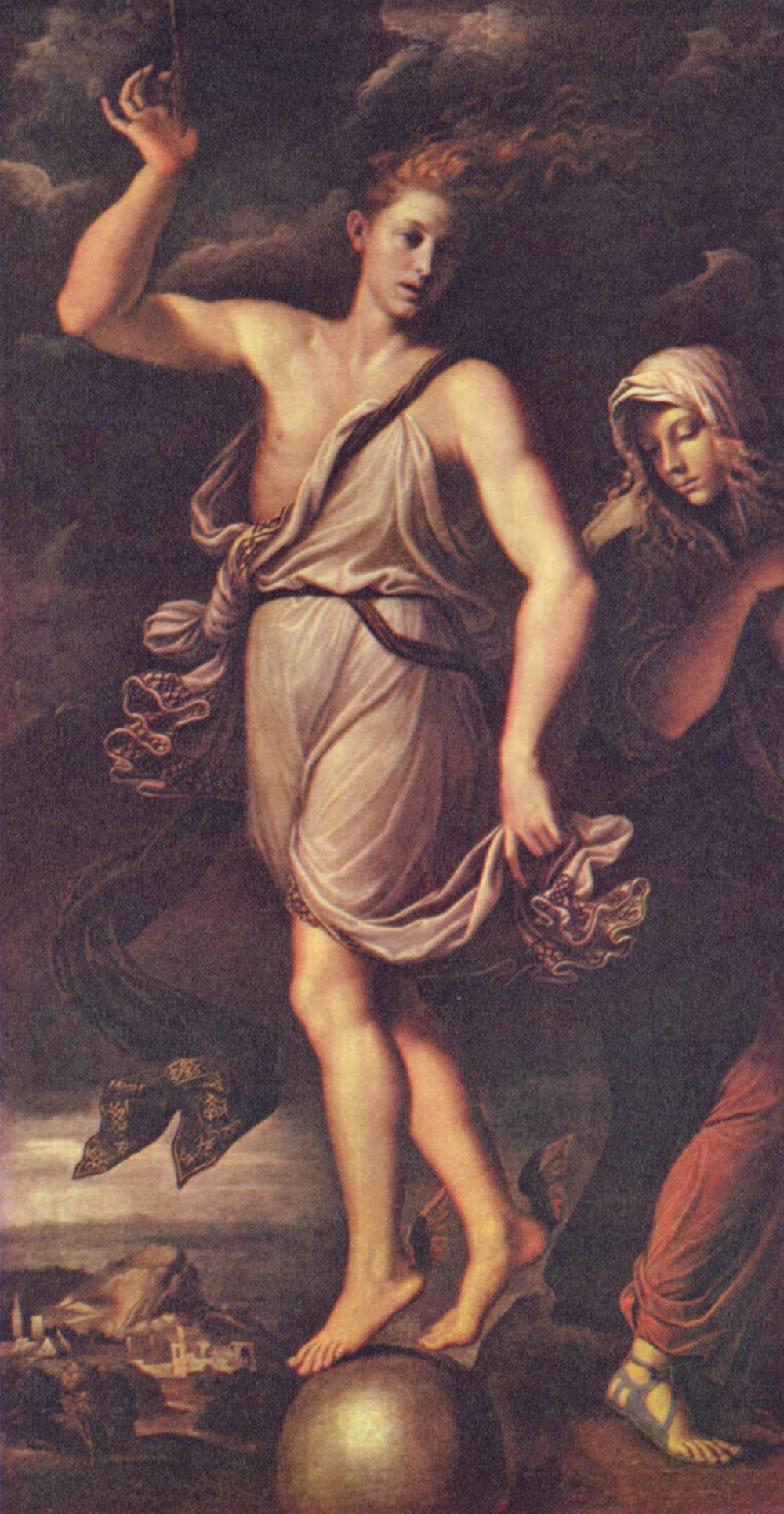
Oportunidade e Paciência

Girolamo Da Carpi (1501 - 1556) foi filho de um pintor e decorador da corte da Família Este em Ferrara, Itália.
Estudou com Benvenuto Tisi (il Garofalo) e aos 20 anos foi para Bolonha. É considerado uma figura do começo do Renascimento na Escola de Bolonha. Influenciou-se por Lorenzo Costa e Rafael. Em 1520, visitou Roma e Bolonha e apreciou o estilo maneirista de Giulio Romano. Como se pode ver, geografiacmente e estilisticamente, recebeu várias influências.
Voltou para Ferrara e trabalhou com Dosso Dossi e Garofalo, entre outros, em encomendas para a Família Este. Em 1550, tornou-se o supervisor da remodelação do Belvedere do Vaticano.